# Энсисем
Энсисе́м (фр. Ensisheim), также Энзисгейм, также Энсисем — коммуна на северо-востоке Франции в регионе Гранд-Эст (бывший Эльзас — Шампань — Арденны — Лотарингия), департамент Верхний Рейн, округ Тан — Гебвиллер, кантон Энсисем. До марта 2015 года коммуна и одноимённый кантон административно входили в состав округа Гебвиллер.
Площадь коммуны — 36,59 км², население — 6933 человека (2006) с тенденцией к росту: 7336 человек (2012), плотность населения — 200,5 чел/км².

## Население
Численность населения коммуны в 2011 году составляла 7292 человека, а в 2012 году — 7336 человек.
| 1962 | 1968 | 1975 | 1982 | 1990 | 1999 | 2006 | 2007 | 2011 | 2012 |
| ---- | ---- | ---- | ---- | ---- | ---- | ---- | ---- | ---- | ---- |
| 4498 | 5191 | 5685 | 5780 | 6164 | 6640 | 6933 | 6967 | 7292 | 7336 |

Динамика населения:

## История
Неолитический некрополь Энсисем (Ensisheim) известен самой древней керамикой в Эльзасе, а также черепом человека, пережившего двойную трепанацию 7000 лет назад.
Самые отдаленные времена эпохи старого неолита представлены изделиями культуры шнуровой керамики (культура ребристой керамики) из Центральной Европы.
В 768 году деревня упоминается как Enghisehaim.
Во второй половине XIII века император Рудольф Габсбургский построил здесь мощный замок Кенигсбург.
28 октября 1444 года был подписан мир между Францией и Швейцарским союзом после битвы при Санкт-Якобе у Бирса.
7 ноября 1492 года 250-фунтовый метеорит упал в поле недалеко от города. Себастьян Брант (1458—1521), автор «Das Narrenschiff», воспользовался этим случаем, чтобы повлиять на Максимилиана Австрийского, написав «Loose Leaves Concerning the Fall of the Meteorite», что привело короля к войне против Франции.

## Экономика
В 2010 году из 4727 человек трудоспособного возраста (от 15 до 64 лет) 3426 были экономически активными, 1301 — неактивными (показатель активности 72,5 %, в 1999 году — 64,3 %). Из 3426 активных трудоспособных жителей работали 3009 человек (1647 мужчин и 1362 женщины), 417 числились безработными (204 мужчины и 213 женщин). Среди 1301 трудоспособных неактивных граждан 329 были учениками либо студентами, 409 — пенсионерами, а ещё 563 — были неактивны в силу других причин.
На протяжении 2011 года в коммуне числилось 2908 облагаемых налогом домохозяйств, в которых проживало 7138 человек. При этом медиана доходов составила 20327 евро на одного налогоплательщика.

## Достопримечательности (фотогалерея)

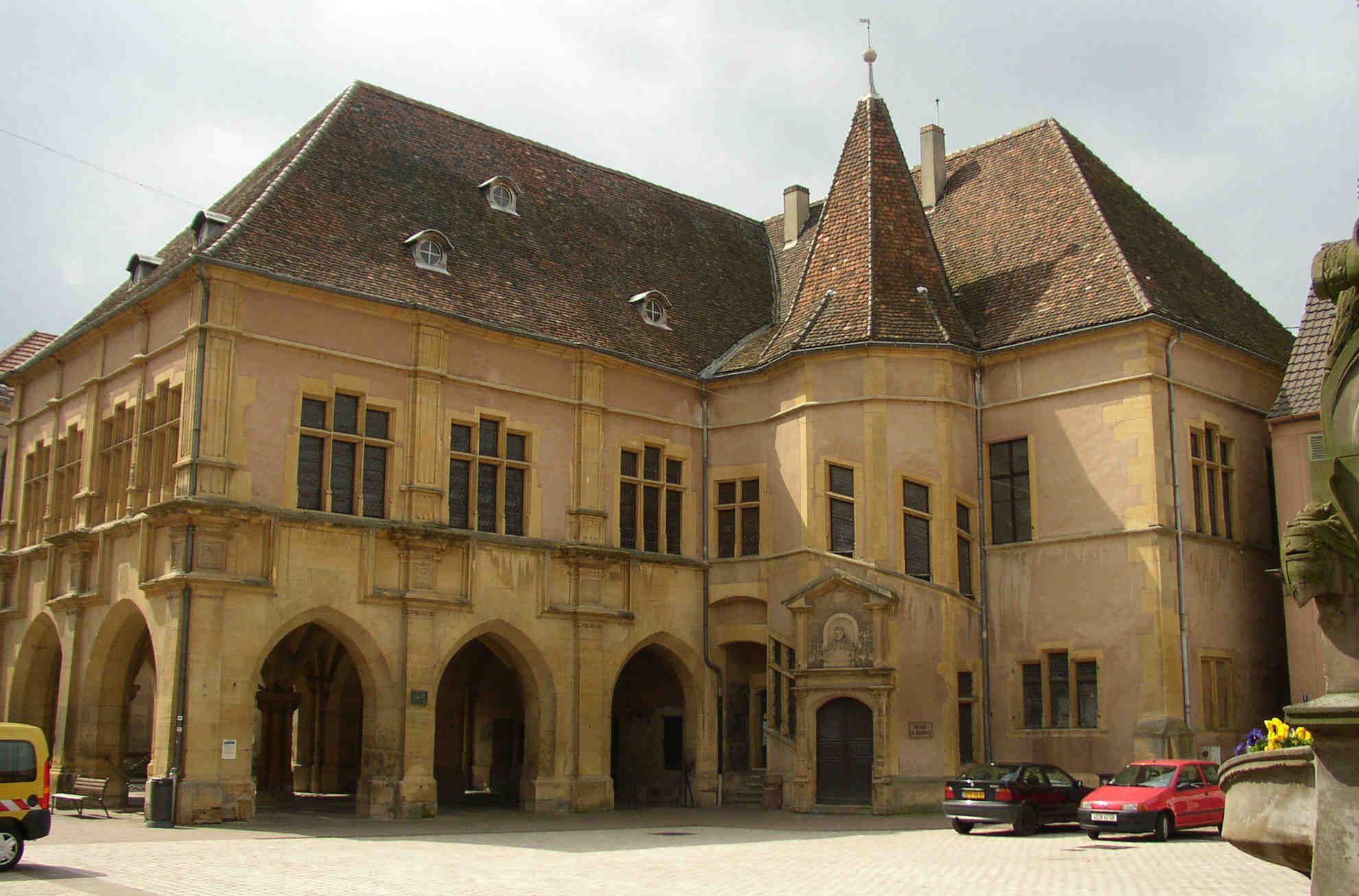
Дворец
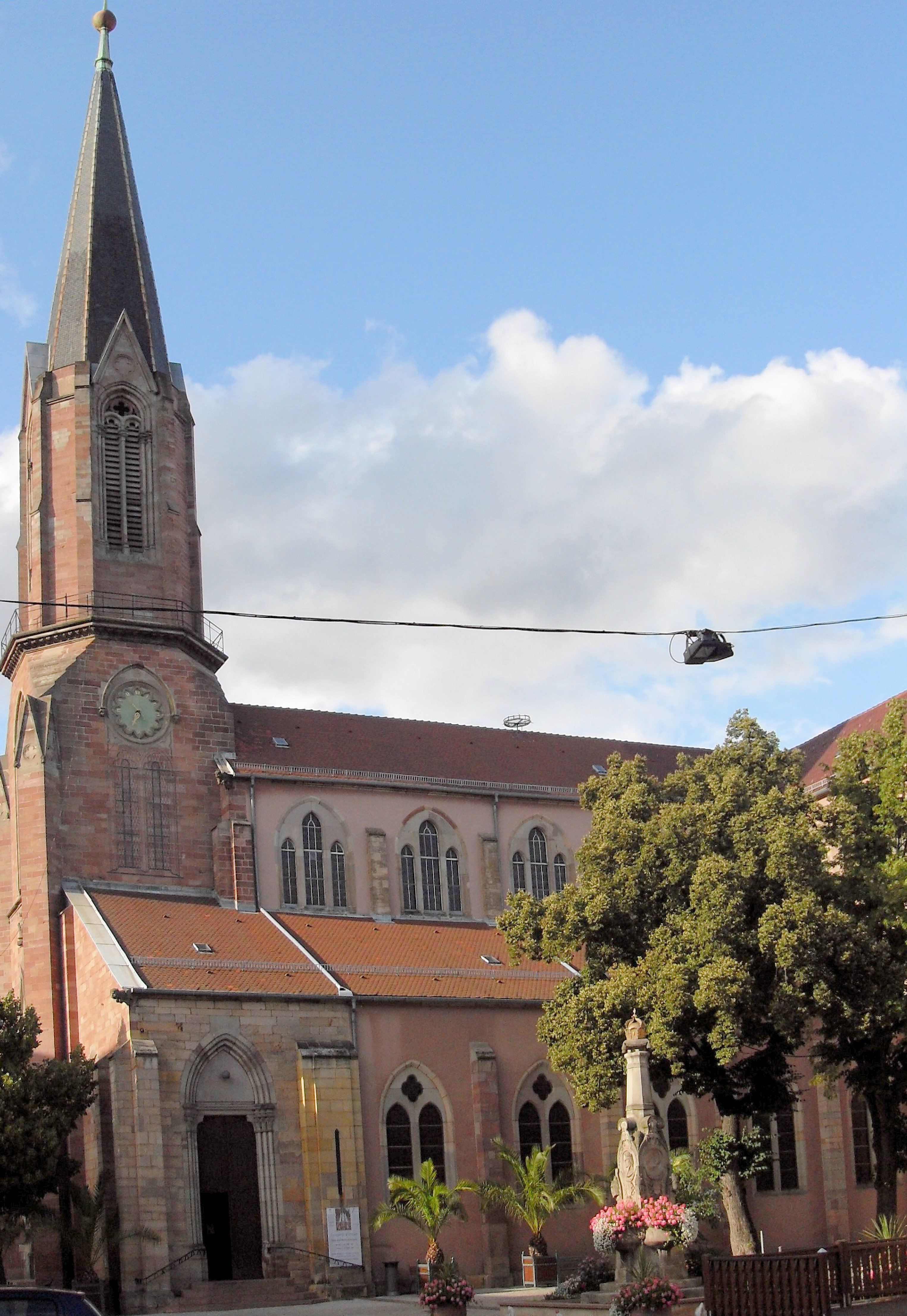
Церковь
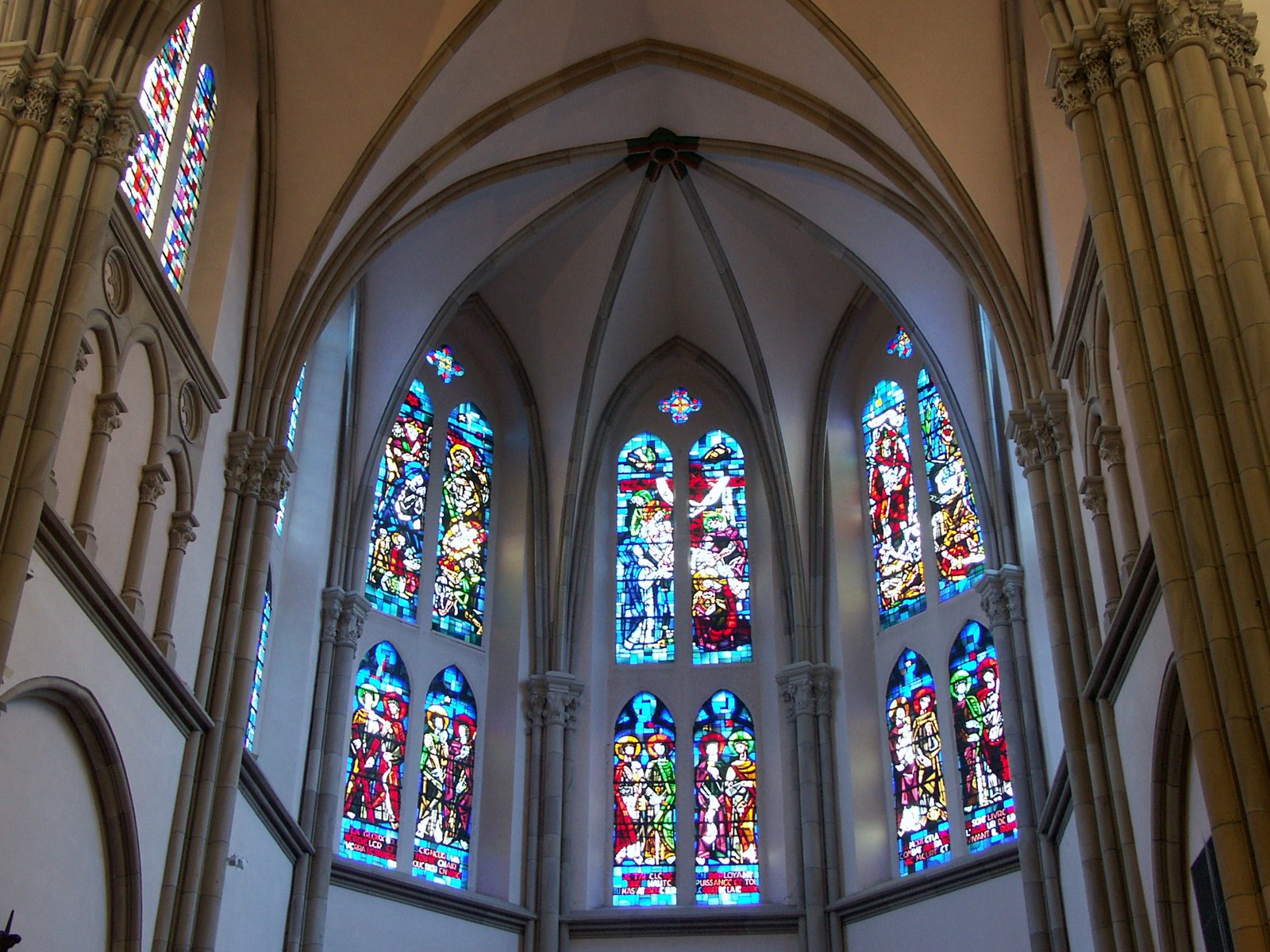
Витраж церкви Сен-Мартен
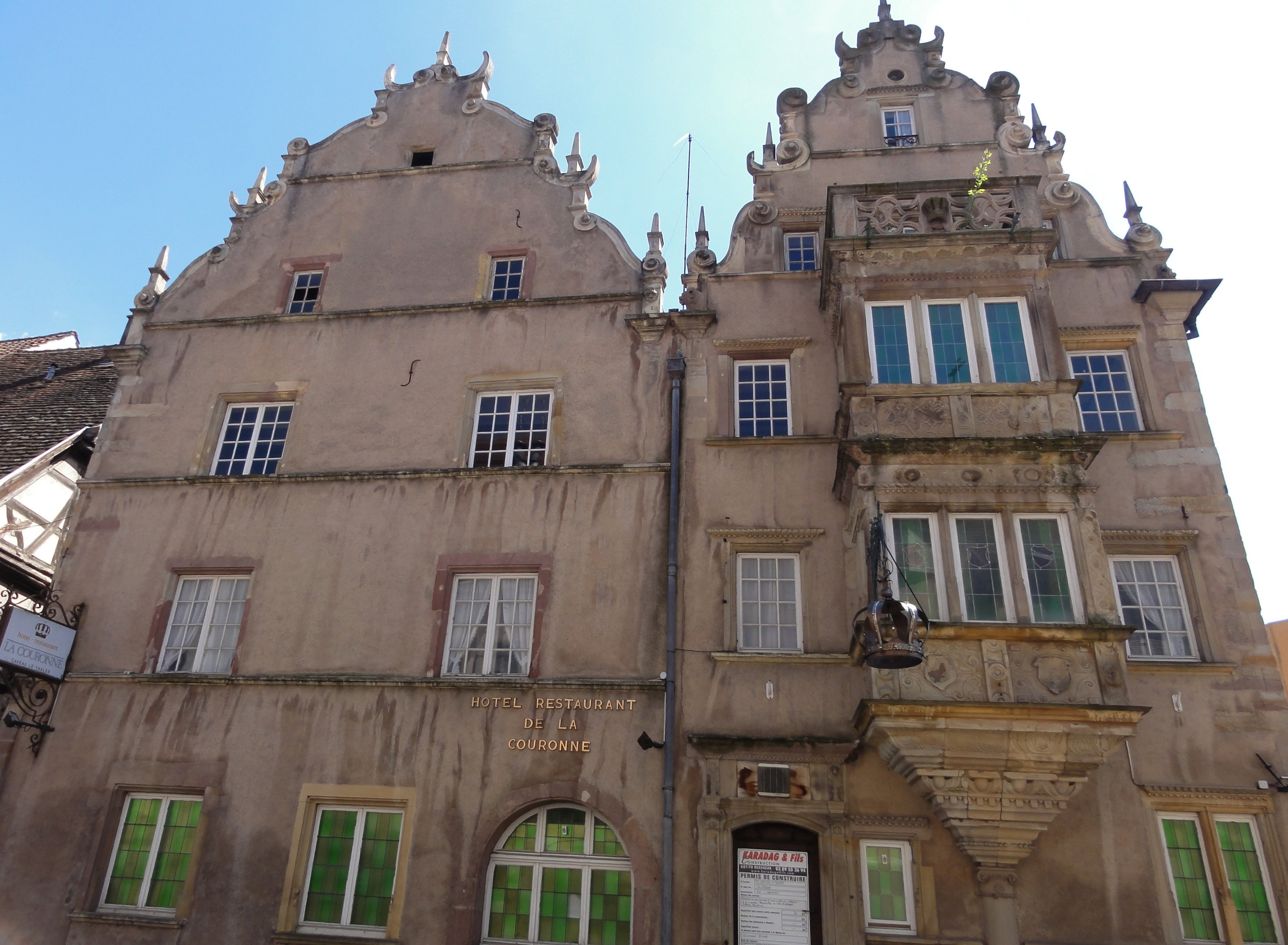
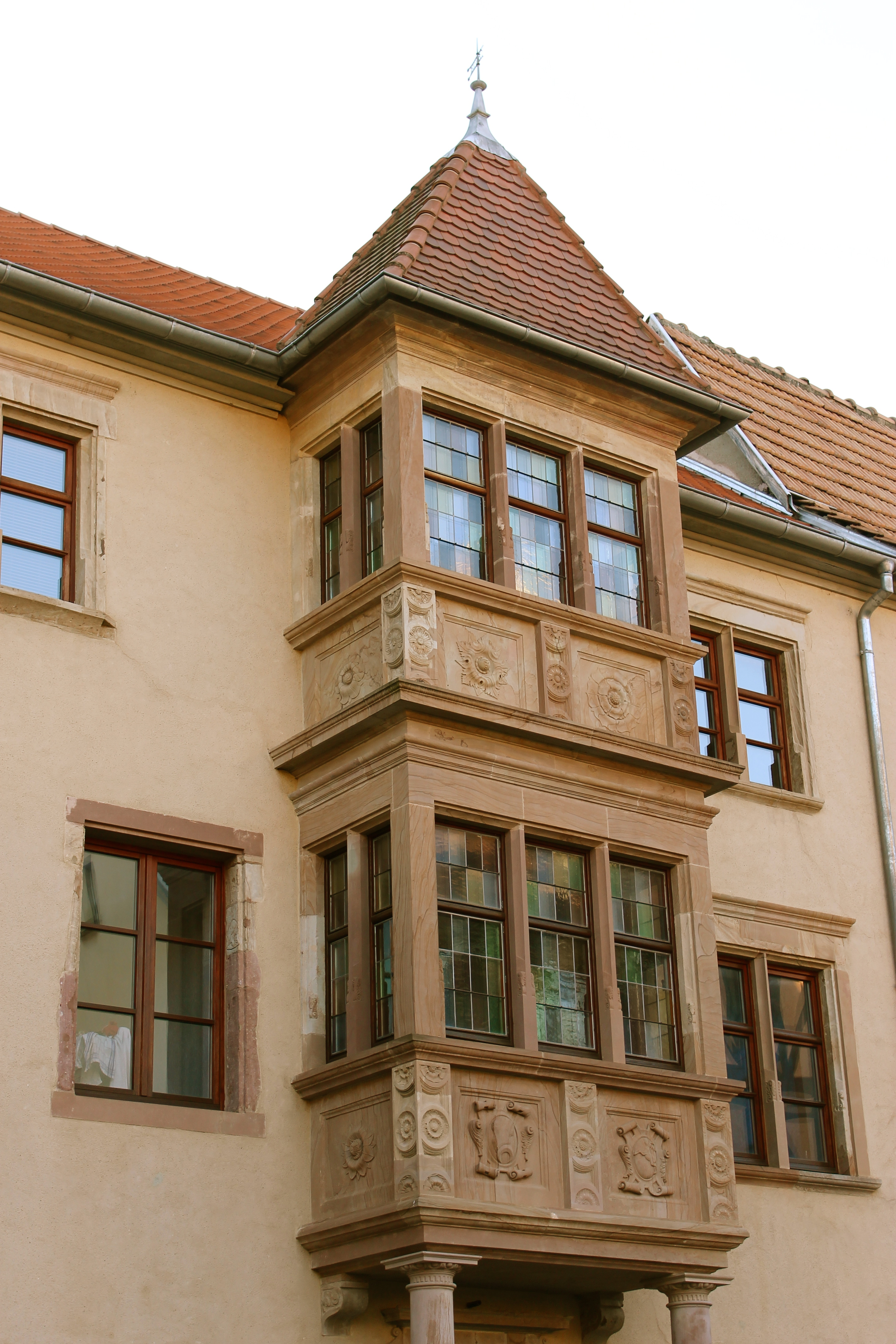

## Известные уроженцы
- Бальде, Яков (1604—1668) — немецкий новолатинский поэт XVII века, иезуит.